# Малетинское восстание
Малетинское восстание — крестьянское восстание в Сибирском крае РСФСР (современные районы Забайкальского края и Республики Бурятия), развернувшееся весной 1930 года. Одно из серии крестьянских восстаний в Забайкалье за права крестьян и отмену насильственной коллективизации в 1929—1932 гг.

## Причины восстания
Насильственное создание колхозов с уставами коммун; раскулачивание середняков; жёсткая карательная политика; усиление налогового бремени; обнищание деревни. Инициаторами выступали бывшие красные партизаны. В ходу был лозунг «За Советскую власть без коммунистов!».

## Начало и ход восстания
В сентябре 1929 года из ссылки в Бичуру вернулся Максим Григорьевич Тюруханов и начал распространять среди сельчан слухи о том, что Советской властью недовольны все поголовно, даже рабочие в городах, поэтому скоро советскому правлению наступит конец. Сельчане верили и не верили ему. Но вскоре началась раздача окладных листов по сельхозналогу, чем местная власть подтвердила слова Тюруханова. Люди начали собираться между собой и обсуждать сложившееся положение. «Вот заберут хлеб, вывезут, и тогда будем голодать, и занимать будет негде, весной и летом будем дохнуть с голоду». Власть же за несдачу или несвоевременную сдачу хлеба стала применять штраф и продавать имущество должников.
В селе Буй у семьи Дульяниновых, состоявшей из 5 человек, разом забрали всё. Полностью было обобществлено и распродано по этой же причине имущество семьи Сосновских. У жителя села Малета И. И. Полуянова было обнаружено и изъято 250 пудов хлеба, 3 пуда свиного сала, 5 пудов свиного мяса и 7 кирпичей чая. У бедняка А. С. Панькова, который не мог сдать 7 пудов хлеба, изъяли единственную телегу, пока мужчина был в лесу на работе.
Всё это настраивало крестьян против Советской власти. Помимо экономических причин недовольство Советской властью обосновывается тем, что Малетинский район охватывал семейские сёла, население которых составляли потомки старообрядцев, которые хорошо известны своими религиозными убеждениями и не принимали «власть сатаны». В Бичуре, например, старообрядцами числилось до 90 % населения, примерно такое же соотношение было и в других сёлах района. В Малете в феврале 1930 года на собрании членов артели и коммуны было решено передать местную церковь на культурные нужды. Что и было сделано. Это не прибавило симпатий к коммунистам. Возмущение возрастало, постоянно слышались угрозы в отношении активистов, кто-то поджёг дом старшего милиционера С. П. Панькова в посёлке Красноярском. Обстреляли в Бичуре коммунаров Белых и чуть позже Ткачёва.
В результате в тогдашних Малетинском и Мухоршибирском районах были созданы повстанческие ячейки. Лозунги выдвигались следующие: «За собственность, свободную торговлю, хорошую землю, против отвода удобных земель колхозам». Главными задачами ставились: «Добиваться вольной торговли, чтобы не отбирали у мужиков хлеб». О перемене власти стали поговаривать перед раздачей окладных листов.
В феврале в Малете проводилось два тайных подготовительных совещания, где решались вопросы о вооружении повстанцев, о сроках выступления. Оба в доме одного из руководителей будущего восстания Алексея Крюкова. Но ОГПУ раскрыло заговор и к 1 марта Малетинская организация была ликвидирована. То же немного раньше произошло и в Бичуре.
Однако небольшая группа бичуринцев сумела скрыться в районе Малого Куналея, где установила связь с руководителями местной организации Конечных С. П. и Фалилеевым П. С. Выступить решили 2 марта на Масленицу, из опасения дальнейших арестов. Командующим повстанцев на подготовительном собрании представителей сёл района был избран Конечных С. П. Большинством голосов было принято решение выступать на Малый Куналей.
2 марта в 12 часов ночи восставшие заняли Малый Куналей. Ближе к утру на крыльце клуба были убиты Желтоухов П. А. — начальник милиции и народный следователь Мошин Ф. И., затем произошла расправа с учителем Волковым, красноармейцами Конечных, Смолиным, членом партии, коммунаром Син-Чином.
3 марта восставшие вступили в село Поселье, где была проведена мобилизация взрослого населения. Советский актив сопротивления не оказал. Над противниками была учинена расправа. Татьяну Быкову, которую нашли спрятавшейся в сене в сарае, стали избивать вилами. Никипелов выстрелил в неё и промахнулся. А когда её за руки вытащили из сарая со словами: «Вот, тебе, сука, отпила нашу кровь» — налетел на неё с ломом и ударил по голове. В это же время был ранен секретарь Посельского сельского совета Якимов. При уходе из села несколько малокуналейцев, упражняясь в стрельбе, добили раненого.
Как и в Поселье, повстанцы без боя вошли в Красный Яр. Разгорячённые эйфорией вседозволенности, несопротивляемости и безнаказанной крови в этом селе они вели себя наглее и смелее. За отказ присоединиться к отряду, в собственных домах было убито два колхозника. Был ранен, пытался спрятаться, но найден и добит учитель Бянкин. Ему было нанесено 15 огнестрельных ран. В день захвата Красного Яра там оказался корреспондент «Забайкальского рабочего» В. А. Блох. Услышав выстрелы, мужчина побежал огородами к Хилку, но всадники его догнали, ранили из винтовки, затем, выстрелив, по очереди стали избивать прикладами, да так усердно, что один из них, Степан Шубин, сломал ложе винтовки. А потом, оставив умирающего, поехали в село. В центре села лично руководителями восстания был расстрелян «двадцатипятитысячник» Николаев, приехавший из Читы.
Затем повстанцы направились в Буй, где члены коммуны им. Ленина пытались организовать на околице села оборону. Но после первой же атаки большинство из них разбежалось. Осталось лишь пятеро (среди них одна женщина — Штыкина), которые были захвачены и привезены к сельсовету. В них сразу же начали стрелять в упор, затем разъярённая толпа кинулась избивать их прикладами и палками, насмерть. Позже в ходе обысков, арестов было убито ещё 9 активистов и невиновных жителей села.
Заняв села Малый Куналей, Поселье, Красный Яр и Буй, ядро повстанцев, состоявшее первоначально из 100—120 человек выросло до 600 человек. Вся эта масса была мобильна, передвигалась в основном на санях. Вооружены они были винтовками, гранатами, револьверами, шашками. Но у большинства были только охотничьи дробовики, а то и просто вилы, палки, топоры. По социальному составу это были крестьяне—старообрядцы. 25 участников носило 10 известных старообрядческих фамилий, отмеченных в данной местности ещё на январь 1795 года: Авдеевы, Афанасьевы, Белых, Ивановы, Перелыгины, Разуваевы, Слепнёвы, Ткачёвы, Тюрухановы и Утёнковы. Были жители Бичуры, Малеты, Алентуя, Ново-Николаевска и другие поселений.

## Разгром восстания
Теперь взоры руководителей восстания были устремлены на Бичуру. Однако восставшие не смогли достигнуть поставленных целей из-за активных контрмер, которые провели в Малетинском районе органы ОГПУ. В целях локализации восстания были произведены аресты наиболее активных противников Советской власти в близлежащих сёлах. Из местного актива и коммунаров было сформировано два отряда самообороны. В Малету прибыли на двух грузовиках из Читы бойцы 70-го Отдельного Читинского дивизиона войск ОГПУ.
Первыми к Бую для подавления восстания подошла группа бойцов ОГПУ из пяти красноармейцев и 30 человек из отряда самообороны. Они были встречены сильным ружейным огнём, атака захлебнулась. Тогда командир отделения Моисеев В. М., имея при себе автомат «Томпсон» открыл из него огонь длинными очередями, чем внёс замешательство в ряды оборонявшихся. Тем временем нападавшие возобновили атаку, ворвались в село и освободили арестованный местный актив.
Несмотря на многочисленное превосходство повстанцев над частями ОГПУ и отрядом самообороны, они были не готовы или попросту побоялись вступать с ними в вооружённую борьбу. Сказывалась слабая дисциплина. Хотя среди них были старообрядцы, сам быт которых порицал пьянство, в их рядах в дни восстания было распространено чрезмерное употребление спиртных напитков. Многие рядовые участники не знали целей и задач восстания. Многие боялись ответственности за содеянное. По этим причинам началось отступление, а затем паническое бегство. Кто просто бросал оружие, кто прятался по домам и затаивался, кто бежал в тайгу. Восстание было деморализовано. К двум часам дня Буй был освобождён от повстанцев.
В тот же день, ближе к вечеру, была ликвидирована в Малом Куналее группа повстанцев в числе 40 человек. В качестве последнего оплота они избрали местную церковь, откуда отстреливались, а с темнотой разбежались. Все повстанцы, за редким исключением, вернулись к своим семьям и впоследствии, в ходе начавшегося следствия, стали задерживаться и доставляться в Малету.
Всего за время восстания в четырёх сёлах, захваченных повстанцами, было убито 26 человек. Расстрелы советского актива проводились открыто на улицах, по отношению к ним применялись самые издевательские приёмы.
Житель Малеты Крюков Т. Е. вспоминает: «Мне поручили в Малете охранять трупы замученных коммунаров. Некоторых из них трудно было опознать, как, например, учителя Вахмянина, потому, что его тело было разбито, когда мёртвого таскали лошадью по земле. Трупы были мерзлые. На охране я выдержал только одну ночь».
Каждый день выявлялись всё новые и новые участники восстания. Из шести сотен бывших участников была арестована одна четвертая часть, остальные после предварительного дознания отпущены по домам. Партиями арестованных этапировали в Петровск-Забайкальский. Находясь под арестом, многие из бывших повстанцев были уверены, что они пострадали за правду и по-христиански успокаивали себя: «Это ничего. Если мы терпим за правду, то там, на небесах, нам за это Господь заплатит».
31 июля 1930 года было объявлено постановление ПП ОГПУ ДВК: 34 человека были приговорены к расстрелу (тут же двадцати трём заменили на 10 лет лагерей), 115 человек — к различным срокам заключения.
Но не все участники восстания были арестованы. Лишь в ночь с 5 на 6 октября 1930 года в районе села Малый Куналей во время облавы было захвачено ещё восемь участников восстания. Осталась неизвестной судьба руководителя — Семёна Прокопьевича Конечных, который сумел скрыться в тайге. Но жену его Елизавету Дмитриеву за помощь мужу осудили вначале на 3 года лагерей, а затем, в 1933 году, ещё на 5 лет.

## Итог
Малетинское восстание было первым крупным восстанием 1930 года в Забайкалье. И было самым кровавым. По этой причине при пересмотре вынесенного приговора участникам восстания в соответствии с указом ПВС СССР от 16 января 1989 года «О дополнительных мерах по восстановлению справедливости в отношении жертв репрессий, имевших место в период 30-40-х и начала 50-х годов» только менее половины привлечённых по суду к ответственности человек в настоящее время реабилитировано.